# Кейн (округ, Иллинойс)
Кейн (англ. Kane County) — округ в штате Иллинойс, США. По данным переписи 2010 года численность населения округа составила 515 269 чел., по сравнению с переписью 2000 года оно выросло на 27,5 %. Окружной центр Кейна — город Дженива, крупнейший город — Орора.

## История
Округ Кейн сформирован из округа Ла-Салл в 1836 году. Своё название получил в честь Элиаса Кента Кейна, сенатора США от штата Иллинойс и первого секретаря штата.

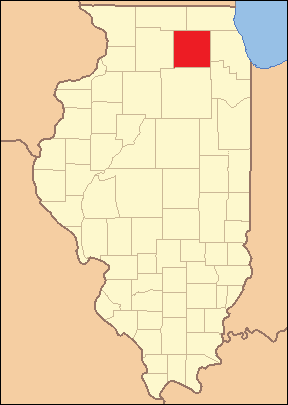
Территория округа Кейн до 1837 года
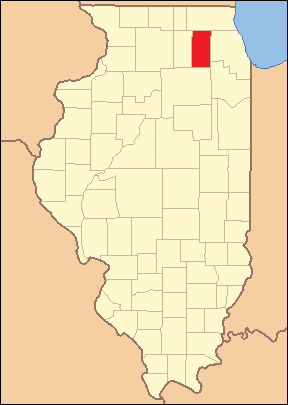
Территория округа Кейн с 1837 по 1841 года
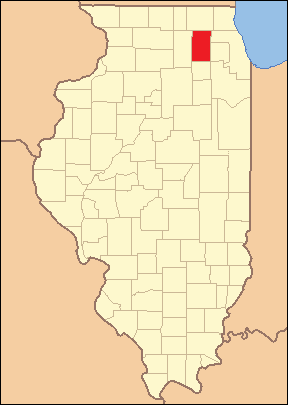
Территория округа Кейна с 1841 года

## География
Общая площадь округа — 1358 км² (524,2 миль²), из которых 1346,9 км² (520,06 миль²) или 99,21 % суши и 10,7 км² (4,14 миль²) или 0,79 % водной поверхности. Наиболее крупные города расположены вдоль реки Фокс.

### Климат
Округ находится в переходной зоне между влажным климатом континентального типа и влажным субтропическим климатом. Температура варьируется в среднем от минимальных −12 °C в январе до максимальных 29 °C в июле. Рекордно низкая температура была зафиксирована в январе 1985 года и составила −32 °C, а рекордно высокая температура была зарегистрирована в июле 1936 года и составила 44 °C. Среднемесячное количество осадков — от 39 мм в феврале до 112 мм в июле.

### Соседние округа
Округ Кейн граничит с округами:
- Мак-Генри — на севере
- Кук и Ду-Пейдж — на востоке
- Уилл — на юго-востоке
- Кендалл — на юге
- Де-Калб — на западе

### Основные автомагистрали
| Автомагистраль                 | Длина      | Начальный пункт      | Конечный пункт            | Год образования |
| ------------------------------ | ---------- | -------------------- | ------------------------- | --------------- |
| Межштатная автомагистраль I-88 | 226,27 км  | Силвис, около Молайн | Хиллсайд, около Чикаго    | 1987            |
| Межштатная автомагистраль I-90 | 4987,47 км | Сиэтл, Вашингтон     | Бостон, Массачусетс       | 1956            |
| Шоссе US-20                    | 5415 км    | Ньюпорт, Орегон      | Бостон, Массачусетс       | 1926            |
| Шоссе US-30                    | 4946 км    | Астория, Орегон      | Атлантик-Сити, Нью-Джерси | 1926            |
| Шоссе US-34                    | 1806 км    | Гранби, Колорадо     | Чикаго, Иллинойс          | 1926            |
| Трасса Illinois-19             | 54,14 км   | Элджин               | Чикаго                    | 1949            |
| Трасса Illinois-25             | 56,39 км   | Освего               | Алгонкин                  | 1930-е          |
| Трасса Illinois-31             | 94 км      | Освего               | Ричмонд                   | 1937            |
| Трасса Illinois-38             | 89,28 км   | Диксон               | Уэстчестер                | 1918            |
| Трасса Illinois-47             | 273,2 км   | Сеймур               | Хейброн                   | 1924            |
| Трасса Illinois-56             | 52,34 км   | Шугар Гров           | Беллвуд                   | 1924            |
| Трасса Illinois-58             | 45,54 км   | Элджин               | Скоки                     | 1924            |
| Трасса Illinois-62             | 33,51 км   | Алгонкин             | Маунт Проспект            | 1924            |
| Трасса Illinois-64             | 223,41 км  | Саванна              | Чикаго                    | 1924            |
| Трасса Illinois-68             | 41,42 км   | Ист-Данди            | Гленко                    | 1942            |
| Трасса Illinois-72             | 178,17 км  | Ланарк               | Чикаго                    | 1924            |

## Населённые пункты
| Населённый пункт | Статус  | Год основания | Площадь   | Население (2010) | Примечание                                                                                         |
| ---------------- | ------- | ------------- | --------- | ---------------- | -------------------------------------------------------------------------------------------------- |
| Алголкин         | деревня | 1834          | 25,9 км²  | 30 046 чел.      | Частично в округе Мак-Генри                                                                        |
| Орора            | город   | 1834          | 102 км²   | 197 899 чел.     | Второй по численности населения город штата, расположен частично в округах ДуПэйдж, Кендалл и Уилл |
| Баррингтон-Хилс  | деревня | 1834          | 74 км²    | 4209 чел.        | |
| Бартлетт         | деревня |               | 38,4 км²  | 52 500 чел.      | Почти полностью в округах ДуПэйдж и Кук                                                            |
| Батавия          | город   | 1833          | 24 км²    | 26 045 чел.      | Небольшая часть в округе ДуПэйдж                                                                   |
| Биг-Рок          | деревня | 2001          |           | 1126 чел.        | |
| Барлингтон       | деревня |               | 1 км²     | 618 чел.         | |
| Кэмптон-Хилс     | деревня |               | 44,4 км²  | 11 131 чел.      | |
| Карпентерсвилл   | деревня | 1837          | 20 км²    | 37 691 чел.      | |
| Ист-Данди        | деревня | 1835          | 6,9 км²   | 2860 чел.        | Небольшая часть в округе Кук                                                                       |
| Элджин           | город   | 1835          | 64,7 км²  | 108 188 чел.     | Часть в округе Кук                                                                                 |
| Дженива          | город   | 1887          | 22,2 км²  | 26 652 чел.      | Окружной центр                                                                                     |
| Гилбертс         | деревня | 1837          | 8 км²     | 6879 чел.        | |
| Хэмпшир          | деревня |               | 13 км²    | 5563 чел.        | |
| Хофманн-Эстейтс  | деревня | 1959          | 51,5 км²  | 51 895 чел.      | Почти полностью в округе Кук                                                                       |
| Хантли           | деревня | 1851          | 30 км²    | 24 291 чел.      | Частично в округе Мак-Генри                                                                        |
| Каневилл         | деревня |               |           | 684 чел.         | |
| Лили-Лейк        | деревня |               | 6 км²     | 993 чел.         | |
| Мэпл-Парк        | деревня |               | 2 км²     | 1710 чел.        | Частично в округе ДеКалб                                                                           |
| Монтгомери       | деревня | 1836          | 17 км²    | 18 438 чел.      | Частично в округе Кендалл                                                                          |
| Северная Орора   | посёлок | 1834          | 19,16 км² | 16 760 чел.      | |
| Пингри-Гров      | деревня | 1836          | 1,6 км²   | 4532 чел.        | |
| Сент-Чарльз      | город   | 1834          | 37 км²    | 32 974 чел.      | Небольшая часть в округе ДуПэйдж                                                                   |
| Слипли-Холлоу    | деревня |               | 5 км²     | 3304 чел.        | |
| Саут-Элгин       | деревня |               | 17 км²    | 21 985 чел.      | |
| Шугар-Гров       | деревня |               | 16,7 км²  | 8997 чел.        | |
| Вирджил          | деревня | 1836          | 5 км²     | 329 чел.         | |
| Уэйн             | деревня | 1834          | 15 км²    | 2431 чел.        | Частично в округе ДуПэйдж                                                                          |
| Уэст-Данди       | деревня | 1835          | 7 км²     | 7331 чел.        | |

## Демография
По данным переписи населения 2000 года, численность населения в округе составила 404 119 человек, насчитывалось 133 901 домовладение и 101 496 семей. Средняя плотность населения была 300 чел./км².
Распределение населения по расовому признаку:
- белые — 79,27 %
  - немецкого происхождения — 20,1 %
  - ирландского происхождения — 8,7 %
  - польского происхождения — 5,5 %
  - итальянского происхождения — 5,5 %
  - английского происхождения — 5,2 %
- афроамериканцы — 5,76 %
- коренные американцы — 0,31 %
- азиаты — 1,81 %
- латиноамериканцы — 13,74 % и др.

Для 75,1 % жителей родным (первым) языком был английский, для 21,1 % жителей — испанский язык.
Из 133 901 семей 41,6 % имели детей в возрасте до 18 лет, проживающих вместе с родителями, 61,2 % семей — супружеские пары, живущие вместе, 10,0 % — матери-одиночки, а 24,2 % не имели семьи. 19,6 % всех домовладений состояли из отдельных лиц и в 6,7 % из них проживали одинокие люди в возрасте 65 лет и старше. Средний размер домохозяйства 2,97 человека, а средний размер семьи — 3,43.
Распределение населения по возрасту:
- до 18 лет — 30,3 %
- от 18 до 24 лет — 9,1 %
- от 25 до 44 лет — 31,9 %
- от 45 до 64 лет — 20,4 %
- от 65 лет — 8,4 %

Средний возраст составил 32 года. На каждые 100 женщин приходилось 101,2 мужчин. На каждые 100 женщин возрастом 18 лет и старше приходилось 98,8 мужчин.
Средний доход на домовладение — $ 59 351, а средний доход на семью — $ 66 558. Мужчины имеют средний доход от $ 45 787 против $ 30 013 у женщин. Доход на душу населения в округе — $ 24 315. Около 6,6 % семей и 8,4 % населения находились ниже черты бедности.